# Gedalias (filho de Jedutum)
Gedalias (em hebraico: gedalyahu, lit. "Grande é Javé") foi filho de Jedutum e um músico templário sob o rei Davi.